# Lophorina
Lophorina là một chi chim trong họ Paradisaeidae.